# Muggondanahalli, Koratagere
Muggondanahalli là một làng thuộc tehsil Koratagere, huyện Tumkur, bang Karnataka, Ấn Độ.